# Katarzyna Obara-Kowalska
Katarzyna Anna Obara-Kowalska (ur. 11 czerwca 1978 w Oleśnicy) – polska dziennikarka, prezenterka telewizyjna, samorządowiec.

## Życiorys

### Wczesne lata
Pochodzi z Długołęki pod Wrocławiem. Ukończyła XIII Liceum Ogólnokształcące we Wrocławiu – klasę F o profilu dziennikarskim. Absolwentka iberystyki Uniwersytetu Wrocławskiego.

### Kariera telewizyjna
Od 1995 do 2003 związana z regionalnym ośrodkiem telewizyjnym TVP3 we Wrocławiu. W 2002 zadebiutowała w TVP2. W telewizji występowała w programach: Ale Dwójka, Ale Lato, Szansa na sukces, Familiada, Mój pierwszy raz oraz Teleexpress Junior. Prowadziła również Pytanie na śniadanie. W kwietniu 2010 Telewizja Polska rozwiązała z nią umowę o pracę. Wystąpiła gościnnie w serialu Świat według Kiepskich, gdzie grała rolę dziennikarki TV i współprowadziła finał formatu Dwa światy (reality show).

### Działalność samorządowa
W 2010 otrzymała mandat do Rady Miasta Wrocławia z listy Komitetu Wyborczego Wyborców Rafała Dutkiewicza. W 2014 uzyskała reelekcję z listy wspólnego komitetu Rafała Dutkiewicza i PO. 25 kwietnia 2016 została wykluczona z klubu radnych Rafała Dutkiewicza z Platformą.
W lipcu 2018 Bezpartyjni Samorządowcy zarekomendowali kandydaturę Katarzyny Obara-Kowalskiej na stanowisko prezydenta Wrocławia, z ramienia KW Bezpartyjny Wrocław. Ubiegała się także o reelekcję do rady miasta, jednak komitet pomimo przekroczenia progu wyborczego nie uzyskał mandatów. W wyborach na prezydenta Wrocławia Katarzyna Obara-Kowalska zajęła 3. miejsce wśród 10 kandydatów, uzyskując 7,38% głosów.

### Pozostała działalność
Od 2012 prowadzi restaurację we Wrocławiu nad Odrą.